# Philippe Perret
Philippe Perret (La Sagne, 17 oktober 1961) is een Zwitsers voormalig voetballer en voetbalcoach die speelde als middenvelder.

## Carrière
Perret speelde gedurende zijn hele carrière die twintig jaar duurde voor Neuchâtel Xamax. Hij won het landskampioenschap in 1987 en 1988, en speelde meer dan 500 wedstrijden in de hoogste klasse.
Hij speelde 14 interlands voor Zwitserland maar scoorde niet.
Hij werd na zijn spelerscarrière assistent-coach bij Neuchâtel tot in 2000. Hij was coach van Yverdon-Sport FC tot 2001 en van 2002 tot 2004 was hij coach bij FC Fribourg. Van 2004 tot 2007 was hij coach bij La Chaux-de-Fonds en daarna tot 2008 bij FC Serrières. Hij werd in 2008 coach van FC Biel-Bienne en bleef aan tot in 2013, hetzelfde jaar vertrok hij nog naar FC Fribourg tot 2015. In 2016 gig hij aan de slag bij Yverdon-Sport FC maar stopte al exact een jaar later. Hij werd nadien coach van het jeugdteam Team BEJUNE dat in de hoogste jongerencompetitie uitkomt. Nadien werd hij jeugdcoach bij Neuchâtel Xamax.
In 2022 werd hij hoofdcoach van FC Coffrane dat net promoveerde naar de 1. Liga en hun toenmalig coach niet over het juiste diploma beschikte.

## Erelijst
Neuchâtel Xamax
- Landskampioen: 1987, 1988